# Элеонора Английская (дочь Эдуарда I)
Элеоно́ра Англи́йская (англ. Eleanor of England), также Элеоно́ра Плантагене́т (англ. Eleanor Plantagenet) и Элеоно́ра Уинчесте́рская (англ. Eleanor of Winchester; 4/6 мая 1306, Уинчестер — 1310/1311, Эймсбери) — английская принцесса из династии Плантагенетов; младшая дочь короля Англии Эдуарда I от брака с дочерью французского короля Маргаритой Французской.

## Биография
Элеонора родилась 4 или 6 мая 1306 года в Уинчестере в семье короля Англии Эдуарда I и его второй жены Маргариты Французской. Девочка была младшим ребёнком из девятнадцати детей Эдуарда I и единственной дочерью от его брака с Маргаритой. Полнородными братьями Элеоноры были Томас Бразертон и Эдмунд Вудсток; остальные дети Эдуарда были рождены в браке с Элеонорой Кастильской, так что приходились маленькой принцессе единокровными братьями и сёстрами. На момент рождения Элеоноры из всех детей короля в живых оставались только полнородные братья принцессы, а также четверо единокровных сестёр (Джоанна, Маргарита, Мария и Елизавета) и единокровный брат Эдуард, ставший наследником отца.
В марте 1306 года, за два месяца до рождения дочери, король Эдуард преподнёс богатые дары гробнице святого Томаса Кентерберрийского не только за себя, своих сыновей и жену, но и за ещё не рождённого ребёнка. Эдуард I также подарил 40 фунтов гонцу, принёсшему весть о рождении Элеоноры. Принцесса была крещена в мае 1306 года в королевской капелле Уинчестера епископом Уинчестерским Генри Вудлоком. Церемония крещения была весьма пышной, а новорождённая принцесса была облачена в одежды из дорогих тканей; после церемонии принцессу в колыбели показали представителям знати. По желанию короля девочка была названа Элеонорой в честь его первой жены Элеоноры Кастильской и дочери от первого брака Элеоноры, носившей титул графини Бара и умершей в 1298 году. Постоянными спутниками первых дней жизни принцессы стали нянька и две девушки, которые должны были качать колыбель. В благодарность за рождение дочери королева Маргарита совершила паломничества к нескольким святым местам в Англии.
В июне маленькую принцессу отправили из Уинчестера в Нортгемптон, где в то время располагалась королевская детская, которой руководил Джон де Уэстон. Путешествие проходило в крытой зелёным пологом повозке, изнутри обитой малиновым шёлком, в которой стояла детская колыбель с принцессой. По бокам повозку Элеоноры сопровождали двое мужчин на лошадях, одетые в голубые ливреи. Поездка длилась шестнадцать дней — с 17 июня по 3 июля; сопровождение принцессы (питание для слуг и прочее) обошлось казне в 22 фунта 19 шиллингов и 1 пенни, в то время как обслуживание самой принцессы в пути — в 66 фунтов и 8 шиллингов. Главой процессии была старшая нянька Элеоноры Аделина де Вениз, которую сопровождал обширный штат прислуги, получавший указания в том числе и от самого короля, беспокоившегося о безопасности маленькой дочери. Прибытие Элеоноры в Нортгемптон было отмечено в городе большими торжествами.

### Брачные планы
Сразу после рождения девочки Эдуард I начал думать о её будущем. Когда принцессе было всего четыре дня, Эдуард послал гонцов на континент для заключения брачного договора между Элеонорой и Робертом, наследником графа Бургундии и графини Артуа. Союз был одобрен герцогиней Бургундии, представлявшей интересы своего малолетнего сына. Эдуард согласился выплатить в качестве приданого дочери 10 000 марок и ещё 5 000 в течение двух лет на её содержание. Договор также был одобрен папой римским Климентом V. Таким образом, судьба принцессы была решена ещё до того, как ей исполнился один год.

### Смерть
7 июля 1307 года умер король Эдуард, а в следующем году его вдова отправилась в замок Мальборо в Уилтшире, где оставалась до конца жизни. Сама Элеонора некоторое время ещё оставалась с полнородными братьями в Нортгемптоне, однако в 1308 году Томаса и Эдмунда перевезли в резиденцию в Мортлейке, а маленькая принцесса была передана на попечение единокровной сестры Марии — монахини в монастыре Эймсбери. Затраты на Элеонору возмещались монастырю из казны по приказу короля Эдуарда II. Вероятно, принцесса не покидала Эймсбери до самой смерти, наступившей по неизвестным причинам в 1310 или 1311 году.
Останки принцессы были перенесены в аббатство Бьюли в Гэмпшире под охраной слуг короля сэра Роберта Ханстеда и Генри де Латгершаля. Церемония погребения была столь же пышной, как и торжества по случаю рождения Элеоноры; стоимость погребения составила 100 фунтов. Однако никто из членов семьи не присутствовал на похоронах принцессы. Мемориал в память о ней установлен не был.